# Expo Tel Aviv

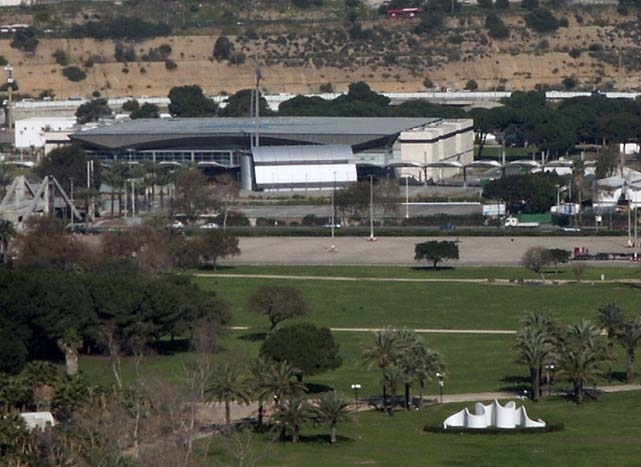

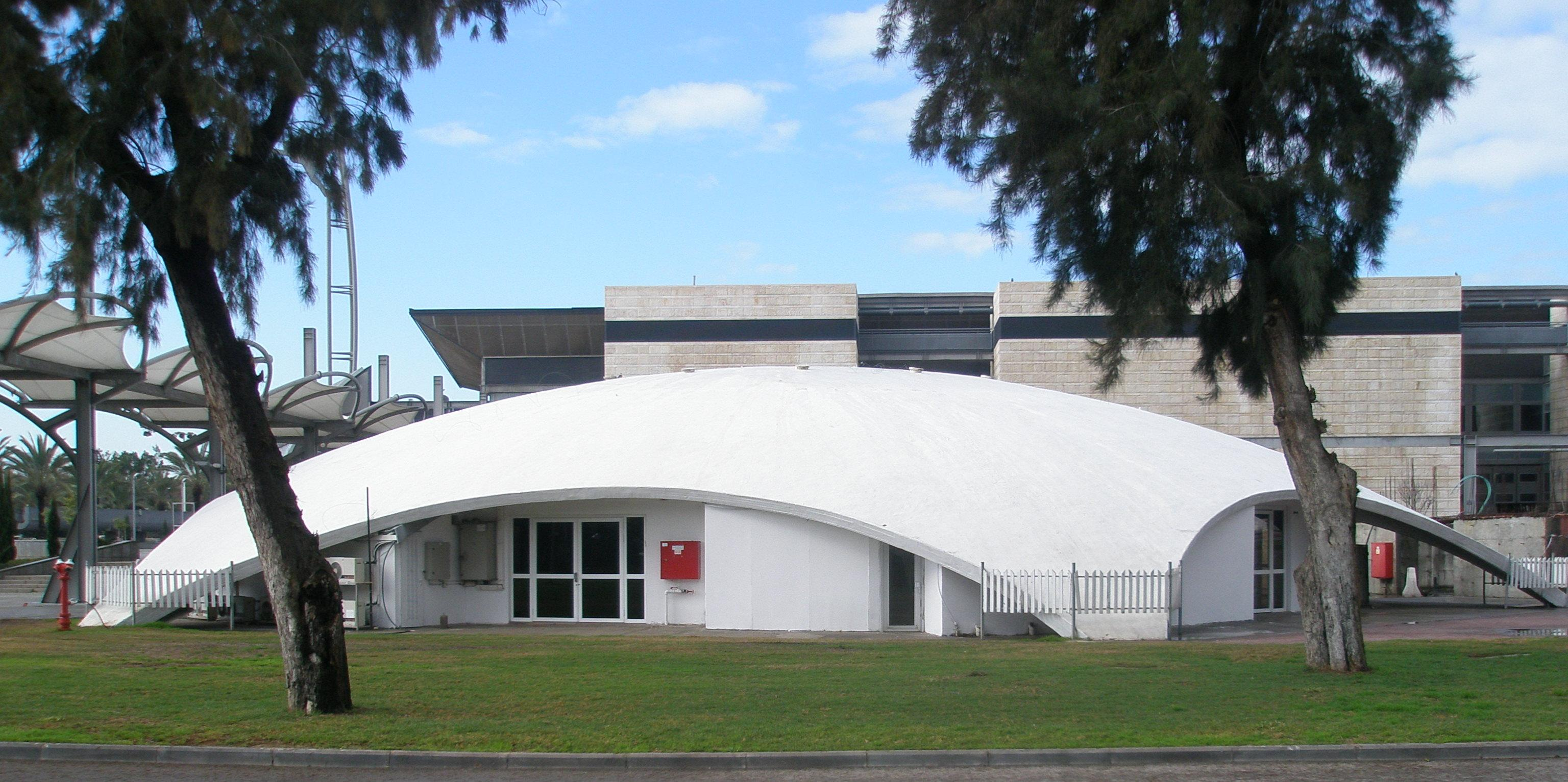

O Tel Aviv Convention Center (antigamente: Israel Feiras & Convention Center - hebraico: מרכז הירידים והקונגרסים בישראל - Israel Trade Fairs & Convention Center), popularmente conhecida como "Exposição jardins", é um centro de feiras e convenções em, no norte da Tel Aviv, Israel , ao lado do Universidade de Tel Aviv Estação Ferroviária. Fundada em 1932 como "a Feira do Oriente" (Oriente Feira), que hospeda até 2 milhões de visitantes e entre 45 a 60 grandes eventos por ano. A feira tem 10 salas e pavilhões e um grande espaço ao ar livre.